# 정영희 (1945년)
정영희(丁英姬, 1945년 10월 1일 ~ )는 대민민국의 정치인이다.
간호사 및 사회복지사로 활동하던 중 2008년 18대 총선에서 친박연대 비례대표 후보로 공천받아 국회의원에 당선되었다. 친박연대 최고위원, 미래희망연대(구 친박연대) 최고위원 및 여성위원장, 국회 교육과학기술위원회 위원, 국회 윤리특별위원회 위원, 국회 산업자원위원회 위원 등을 역임하였다. 이후, 미래희망연대와 한나라당이 합당한 새누리당에서 상임고문 등으로 활동했다.

## 역대 선거 결과
| 실시년도 | 선거   | 대수 | 직책     | 선거구   | 정당     | 득표수      | 득표율          | 순위         | 당락 | 비고 |
| -------- | ------ | ---- | -------- | -------- | -------- | ----------- | --------------- | ------------ | ---- | ---- |
| 2008년   | 총선   | 18대 | 국회의원 | 비례대표 | 친박연대 | 2,258,750표 | \| \| 13.18% \| | 비례대표 7번 |      | 초선 |
|          | 13.18% |      |          |          |          |             |                 |              |      |      |